# Marcelo Zunino
Marcelo Antonio Zunino Poblete (Chile, 30 de enero de 1967) es un político, entrenador de fútbol y exfutbolista chileno que jugó como defensa. Inició su carrera como futbolista en 1981, en las divisiones inferiores del Audax Italiano.

## Biografía
En 1983, Zunino egresó del 4.º medio L del Instituto Nacional General José Miguel Carrera. y debutó en el primer equipo del club itálico en 1986.
El 2 de enero de 2002, el presidente del club, Valentín Cantergiani, notificó a Zunino su despido, argumentando razones económicas. El suceso marcó su retiro oficial del fútbol, a los 34 años.
El exfutbolista logró la sexta mayoría elecciones municipales del 31 de octubre de 2004 por la Unión Demócrata Independiente, lo que le permitió asumir el cargo de concejal de la Ilustre Municipalidad de La Florida.
Zunino egresó del Instituto Nacional del Fútbol (INAF) con el título de Entrenador de fútbol, el 27 de diciembre de 2004.
Participó como panelista del programa deportivo Show de goles de CDF como contertulio de Audax Italiano
Participó en el reality show Generaciones Cruzadas.
Durante las elecciones de 2021, Zunino resultó elector como Consejero Regional por la Región Metropolitana.
En enero de 2022, tras una investigación realizada por el programa Tu día de Canal 13, se reveló que Zunino mantenía dos contratos con los mismos horarios, uno con la Municipalidad de La Florida y otro con el diputado Álvaro Carter. Ante esto, se instruyó a la Brigada Anticorrupción de la PDI para iniciar investigación por eventual Fraude al Fisco.

## Clubes
| Club                 | País  | Año       | Partidos | Goles |
| -------------------- | ----- | --------- | -------- | ----- |
| Audax Italiano       | Chile | 1986-1990 | 88       | 3     |
| Unión Española       | Chile | 1991-1992 | 35       | 0     |
| Deportes Concepción  | Chile | 1993      | 12       | 0     |
| Deportes Antofagasta | Chile | 1994      | 8        | 0     |
| Coquimbo Unido       | Chile | 1995      | 21       | 4     |
| Provincial Osorno    | Chile | 1996      | 23       | 0     |
| Audax Italiano       | Chile | 1997-2001 | 135      | 1     |

## Historial electoral

### Elecciones municipales 2004
- Elecciones municipales de 2004, para el concejo municipal de La Florida [8]

(Se consideran solo los 12 candidatos más votados y concejales electos, de un total de 30 candidatos)
| Candidato                | Pacto                           | Partido | Votos  | %     | Resultado |
| ------------------------ | ------------------------------- | ------- | ------ | ----- | --------- |
| Jorge Gajardo García     | Concertación por la Democracia  | PS      | 22 962 | 17,90 | Concejal  |
| Cecilia Pérez Jara       | Alianza                         | RN      | 15 919 | 12,41 | Concejala |
| Rodolfo Carter Fernández | Alianza                         | UDI     | 14 537 | 11,33 | Concejal  |
| Alejandra Krauss Valle   | Concertación por la Democracia  | PDC     | 14 023 | 10,93 | Concejala |
| Caupolicán Peña Reyes    | Concertación por la Democracia  | PPD     | 10 291 | 8,02  | Concejal  |
| Marcelo Zunino Poblete   | Alianza                         | UDI     | 5377   | 4,19  | Concejal  |
| Marco Espinoza Cartagena | Concertación por la Democracia  | PDC     | 5348   | 4,17  | Concejal  |
| Nicanor Herrera Quiroga  | Concertación por la Democracia  | PS      | 5161   | 4,02  | Concejal  |
| Inés Gallardo Fuentes    | Concertación por la Democracia  | PPD     | 3952   | 3,08  | Concejala |
| Antonio Vásquez Droguett | Independientes (Fuera De Pacto) | Ind.    | 3430   | 2,67  |           |
| Sonia Krinfokai Wiehoff  | Alianza                         | UDI     | 2494   | 1,94  |           |
| Lina Ríos Briceño        | Alianza                         | RN      | 2453   | 1,91  | Concejal  |

### Elecciones municipales 2008
- Elecciones municipales de 2008, para el concejo municipal de La Florida [9]

(Se consideran solo los 11 candidatos más votados y concejales electos, de un total de 46 candidatos)
| Candidato                    | Pacto                    | Partido | Votos  | %     | Resultado |
| ---------------------------- | ------------------------ | ------- | ------ | ----- | --------- |
| Rodolfo Carter Fernández     | Alianza                  | UDI     | 11 427 | 11,41 | Concejal  |
| Nicanor Herrera Quiroga      | Concertación Democrática | PS      | 8723   | 8,71  | Concejal  |
| Cecilia Pérez Jara           | Alianza                  | RN      | 7593   | 7,58  | Concejala |
| Marco Espinoza Cartagena     | Concertación Democrática | PDC     | 6643   | 6,63  | Concejal  |
| Eulogia Lavín Infante        | Alianza                  | UDI     | 5324   | 5,31  | Concejala |
| Marcelo Zunino Poblete       | Alianza                  | RN      | 5160   | 5,15  | Concejal  |
| Inés Gallardo Fuentes        | Concertación Progresista | PPD     | 4314   | 4,31  | Concejala |
| Soledad Pérez Peña           | Concertación Progresista | PRSD    | 3879   | 3,87  |           |
| Verónica Aliaga Ramírez      | Concertación Democrática | PS      | 3493   | 3,48  | Concejala |
| Susana Rosa Hernández Collao | Juntos Podemos Más       | PC      | 3490   | 3,48  | Concejala |
| José Luis Alegría Tobar      | Concertación Democrática | PS      | 3396   | 3,39  | Concejal  |

### Elecciones municipales 2012
- Elecciones municipales de 2012, para el concejo municipal de La Florida [10]

(Se consideran solo los 16 candidatos más votados y concejales electos, de un total de 56 candidatos)
| Candidato                       | Pacto                    | Partido | Votos  | %    | Resultado |
| ------------------------------- | ------------------------ | ------- | ------ | ---- | --------- |
| Marcelo Zunino Poblete          | Coalición                | RN      | 10 153 | 9,97 | Concejal  |
| Eulogia Lavín Infante           | Coalición                | UDI     | 7173   | 7,04 | Concejala |
| Marco Espinoza Cartagena        | Concertación Democrática | PDC     | 6478   | 6,38 | Concejal  |
| Claudio Arredondo Medina        | Concertación Democrática | ILF     | 5390   | 5,29 | Concejal  |
| Oscar Aguilera López            | Coalición                | UDI     | 5287   | 5,19 | Concejal  |
| David Peralta Castro            | Por un Chile justo       | PC      | 5167   | 5,07 | Concejal  |
| Nicanor Herrera Quiroga         | Concertación Democrática | PS      | 5073   | 4,98 | Concejal  |
| Orlando Vidal Duarte            | Coalición                | RN      | 3338   | 3,27 | Concejal  |
| Susana Hernández Collao         | Por un Chile justo       | PC      | 3100   | 3,04 |           |
| Verónica Fuller Padilla         | Concertación Democrática | PDC     | 3071   | 3,01 |           |
| Ines Gallardo Fuentes           | Coalición                | ILH     | 2930   | 2,87 |           |
| Reinaldo Rosales Méndez         | Por un Chile justo       | PPD     | 2775   | 2,72 | Concejal  |
| Verónica Bustos Apablaza        | Por un Chile justo       | PPD     | 2751   | 2,70 |           |
| Sonia Krinfokai Wiehoff         | Coalición                | UDI     | 2620   | 2,57 |           |
| Milette Alejandra López Venegas | Concertación Democrática | PS      | 2478   | 2,43 |           |
| José Luis Alegría Tobar         | El Cambio por Ti         | PRO     | 2422   | 2,37 | Concejal  |

## Programas de televisión
| Programa              | Rol          | Fecha         |
| --------------------- | ------------ | ------------- |
| Show de Goles         | Comentarista |               |
| Generaciones Cruzadas | Participante | Marzo de 2014 |
| La divina comida      | Concursante  |               |